# Фукуэ
Остров Фукуэ (яп. 福江島 фукуэ дзима, «остров счастливой бухты») — самый крупный и населённый из островов Гото, в западной части Японского архипелага. Расположен в Восточно-Китайском море. Административно является частью города Гото префектуры Нагасаки. На нём расположен аэропорт Гото-Фукуэ. На острове Фукуэ также есть регулярное автобусное сообщение.
Протяжённость острова составляет приблизительно 25 километров с севера на юг и 25 километров с востока на запад.
Натуральное масло камелии из Фукуэ известно в Японии как косметическое средство.

## Климат
На Фукуэ в целом теплый и влажный климат с жарким и чрезвычайно влажным летом и прохладной, влажной зимой, практически без снегопадов, благодаря расположению. Несмотря на это, в зимние месяцы холодная вода, поступающая на юг из Охотского моря, создает очень пасмурную погоду. Как и остальная часть Кюсю, Фукуэ и другие острова Гото летом и осенью подвержены тайфунам. Самым дождливым месяцем за всю историю наблюдений был июль 1987 года с 872 миллиметрами осадков, а самым сухим — ноябрь 1971 года с 3,5 миллиметрами осадков.
| Показатель                                     | Янв. | Фев. | Март | Апр. | Май  | Июнь | Июль | Авг. | Сен. | Окт. | Нояб. | Дек. | Год  |
| ---------------------------------------------- | ---- | ---- | ---- | ---- | ---- | ---- | ---- | ---- | ---- | ---- | ----- | ---- | ---- |
| Абсолютный максимум, °C                        | 21,0 | 22,2 | 23,0 | 26,7 | 29,8 | 32,9 | 35,4 | 35,9 | 32,9 | 30,6 | 26,6  | 23,3 | 35,9 |
| Средний суточный максимум, °C                  | 10,8 | 11,9 | 14,9 | 19,1 | 23,0 | 25,6 | 29,4 | 30,9 | 27,8 | 23,4 | 18,5  | 13,3 | 20,5 |
| Средняя температура, °C                        | 7,6  | 8,3  | 10,7 | 14,9 | 18,8 | 22,1 | 26,2 | 27,3 | 24,1 | 19,5 | 14,6  | 9,8  | 17,0 |
| Средний суточный минимум, °C                   | 4,2  | 4,3  | 6,6  | 10,4 | 14,6 | 19,0 | 23,6 | 24,2 | 20,8 | 15,7 | 10,4  | 6,0  | 13,1 |
| Абсолютный минимум, °C                         | −4,1 | −5,4 | −2,4 | 0,3  | 5,2  | 10,4 | 15,7 | 17,4 | 10,4 | 5,2  | 1,3   | −1,6 | −5,4 |
| Средняя влажность, %                           | 66   | 66   | 68   | 72   | 75   | 83   | 84   | 81   | 78   | 71   | 70    | 68   | 74   |
| Источник: Японское метеорологическое агентство |      |      |      |      |      |      |      |      |      |      |       |      |      |

## История
В период Нара острова Гото служили перевалочным пунктом на торговом пути между Танским Китаем и Японией.
В периоды Муромати и Эдо на территории острова находилось феодальное княжество Фукуэ. Княжество управлялось родом Гото. В 1871 году Фукуэ-хан был ликвидирован и включен в состав префектуры Нагасаки.
Город Фукуэ — типичный японский дзёкамати (призамковый городок). Старый замок в Фукуэ (называемый замком Исида) был построен последним в истории Японии. Через год после завершения строительства замка Япония открыла свою страну для внешнего мира благодаря реставрации Мэйдзи. Сегодня замок используется в качестве средней школы. Большая часть территории замка за каменными стенами открыта для посещения.
Примерно в 6 километрах к северу от порта Фукуэ расположена церковь Додзаки, построенная в 1868 году. Она является старейшей и самой известной из христианских церквей на островах Гото.